# Туркменистан на летних Олимпийских играх 2000
Туркменистан принимал участие в летних Олимпийских играх 2000 года, которые проходили в Сиднее (Австралия) с 15 сентября по 1 октября, где её представляли 8 спортсменов в шести видах спорта. На церемонии открытия Олимпийских игр флаг Туркменистана нёс метатель диска Чары Мамедов.
На летних Олимпийских играх 2000 Туркменистан вновь не сумел завоевать свою первую олимпийскую медаль. Наиболее близок к этой цели был стрелок Игорь Пирекеев, занявший 7 место в дисциплине винтовка лёжа, 50 метров.

## Состав и результаты

### Борьба
Греко-римская борьба
| Соревнование | Спортсмены    | Отборочный раунд   | Отборочный раунд         | Отборочный раунд       | Отборочный раунд | Четвертьфинал        | Полуфинал            | Финал                | Место |
| Соревнование | Спортсмены    | Соперник Результат | Соперник Результат       | Соперник Результат     | Место            | Соперник Результат   | Соперник Результат   | Соперник Результат   | Место |
| ------------ | ------------- | ------------------ | ------------------------ | ---------------------- | ---------------- | -------------------- | -------------------- | -------------------- | ----- |
| до 58 кг     | Непес Гукулов | Группа 5           | Группа 5                 | Группа 5               | Группа 5         | Завершил выступление | Завершил выступление | Завершил выступление | 10    |
| до 58 кг     | Непес Гукулов | AUSБретт Кэш В 4:0 | JPNМакото Сасамото П 1:3 | BULАрмен Назарян П 1:3 | 3                | Завершил выступление | Завершил выступление | Завершил выступление | 10    |

### Дзюдо
Женщины
| Соревнование | Спортсмены     | 1/16 финала             | 1/8 финала                         | Четвертьфинал                    | Полуфинал             | Финал                 | Место |
| Соревнование | Спортсмены     | Соперник Результат      | Соперник Результат                 | Соперник Результат               | Соперник Результат    | Соперник Результат    | Место |
| ------------ | -------------- | ----------------------- | ---------------------------------- | -------------------------------- | --------------------- | --------------------- | ----- |
| до 48 кг     | Галина Атаева  | Не участвовала          | PRKЧа Хёнъян П 0001:0011           | Утешительный турнир              | Утешительный турнир   | Утешительный турнир   | 13    |
| до 48 кг     | Галина Атаева  | Не участвовала          | PRKЧа Хёнъян П 0001:0011           | FRAСара Нихило-Россо П 0000:1000 | Завершила выступление | Завершила выступление | 13    |
| до 78 кг     | Насиба Салаева | CHNТан Линь П 0000:1000 | Утешительный турнир                | Утешительный турнир              | Утешительный турнир   | Утешительный турнир   | 13    |
| до 78 кг     | Насиба Салаева | CHNТан Линь П 0000:1000 | MGLСамбуугийн Дашдулам П 0000:1010 | Завершила выступление            | Завершила выступление | Завершила выступление | 13    |

### Лёгкая атлетика
Два уроженца Ашхабада, Даниил Буркеня и Владимир Малявин, на летних Олимпийских играх в Сиднее представляли сборную России в прыжках в длину.
Мужчины
Технические виды
| Соревнование  | Спортсмены   | Квалификация | Квалификация | Финал                | Финал                |
| Соревнование  | Спортсмены   | Результат    | Место        | Результат            | Место                |
| ------------- | ------------ | ------------ | ------------ | -------------------- | -------------------- |
| Метание диска | Чары Мамедов | NM           | NM           | Завершил выступление | Завершил выступление |

Женщины
Технические виды
| Соревнование   | Спортсмены         | Квалификация | Квалификация | Финал                 | Финал                 |
| Соревнование   | Спортсмены         | Результат    | Место        | Результат             | Место                 |
| -------------- | ------------------ | ------------ | ------------ | --------------------- | --------------------- |
| Тройной прыжок | Виктория Бригадная | 13,96        | 13           | Завершила выступление | Завершила выступление |

### Настольный теннис
Женщины
| Соревнование     | Спортсмены    | Отборочный раунд | Отборочный раунд      | Отборочный раунд   | Отборочный раунд | 1/16 финала           | 1/8 финала            | Четвертьфинал         | Полуфинал             | Финал                 | Финал                 | Место |
| Соревнование     | Спортсмены    | Группа           | Соперник Результат    | Соперник Результат | Место            | Соперник Результат    | Соперник Результат    | Соперник Результат    | Соперник Результат    | Название              | Соперник Результат    | Место |
| ---------------- | ------------- | ---------------- | --------------------- | ------------------ | ---------------- | --------------------- | --------------------- | --------------------- | --------------------- | --------------------- | --------------------- | ----- |
| Одиночный разряд | Аида Стешенко | E                | HUNЗита Мольнар П 0:3 | TPEСюй Цзин П 0:3  | 3                | Завершила выступление | Завершила выступление | Завершила выступление | Завершила выступление | Завершила выступление | Завершила выступление | 49    |

### Стрельба
Мужчины
| Соревнование             | Спортсмены     | Квалификация | Квалификация | Финал | Финал | Итоговое место |
| Соревнование             | Спортсмены     | Очки         | Место        | Очки  | Место | Итоговое место |
| ------------------------ | -------------- | ------------ | ------------ | ----- | ----- | -------------- |
| Винтовка лёжа, 50 метров | Игорь Пирекеев | 597          | 4            | 699,2 | 7     | 7              |

### Тяжёлая атлетика
Мужчины
| Соревнование | Спортсмены        | Рывок     | Рывок | Толчок    | Толчок | Всего | Место |
| Соревнование | Спортсмены        | Результат | Место | Результат | Место  | Всего | Место |
| ------------ | ----------------- | --------- | ----- | --------- | ------ | ----- | ----- |
| до 62 кг     | Умурбек Базарбаев | 125       | 12    | NM        | NM     | NM    | NM    |